# Qumran

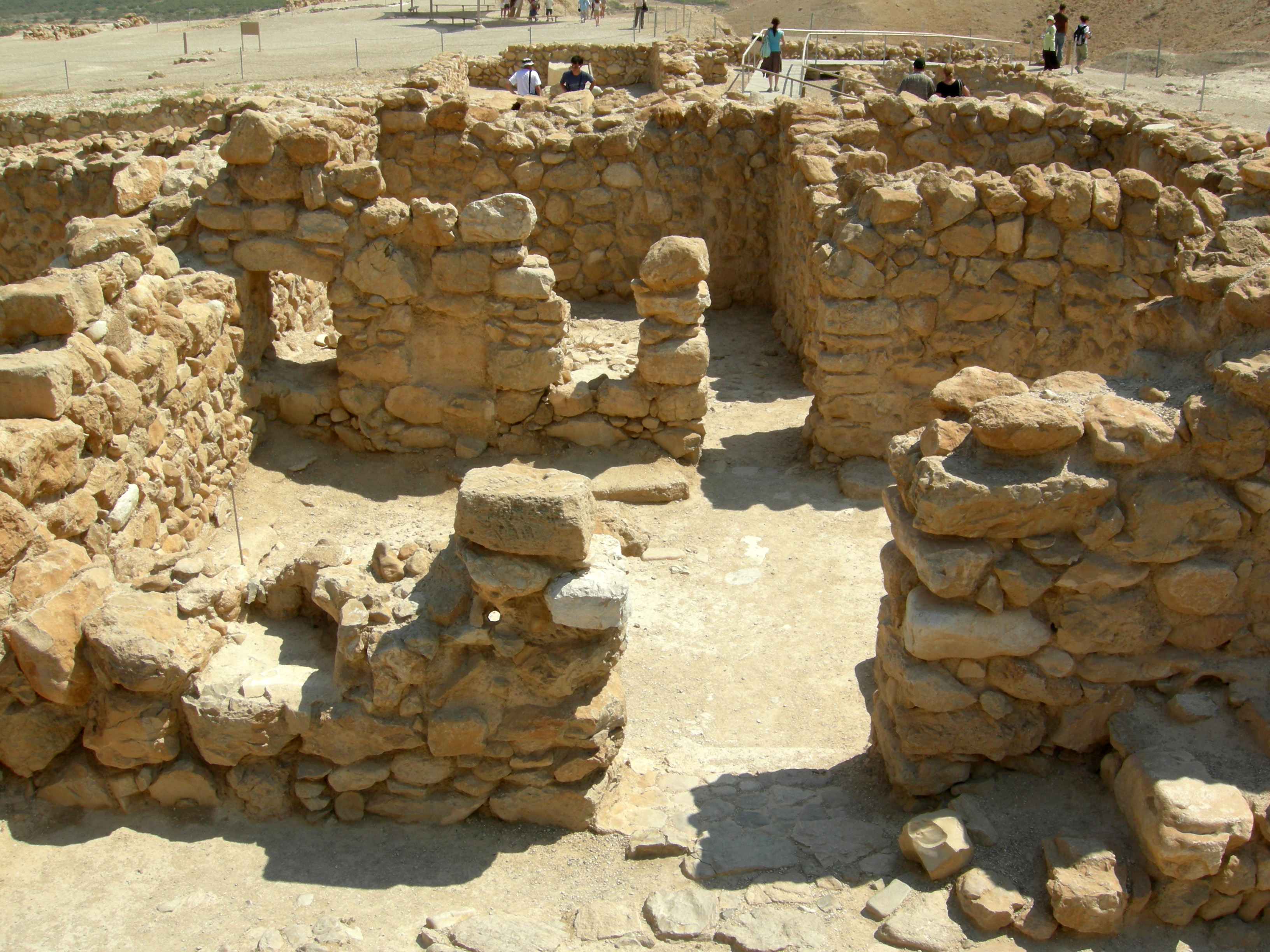
Qumran.

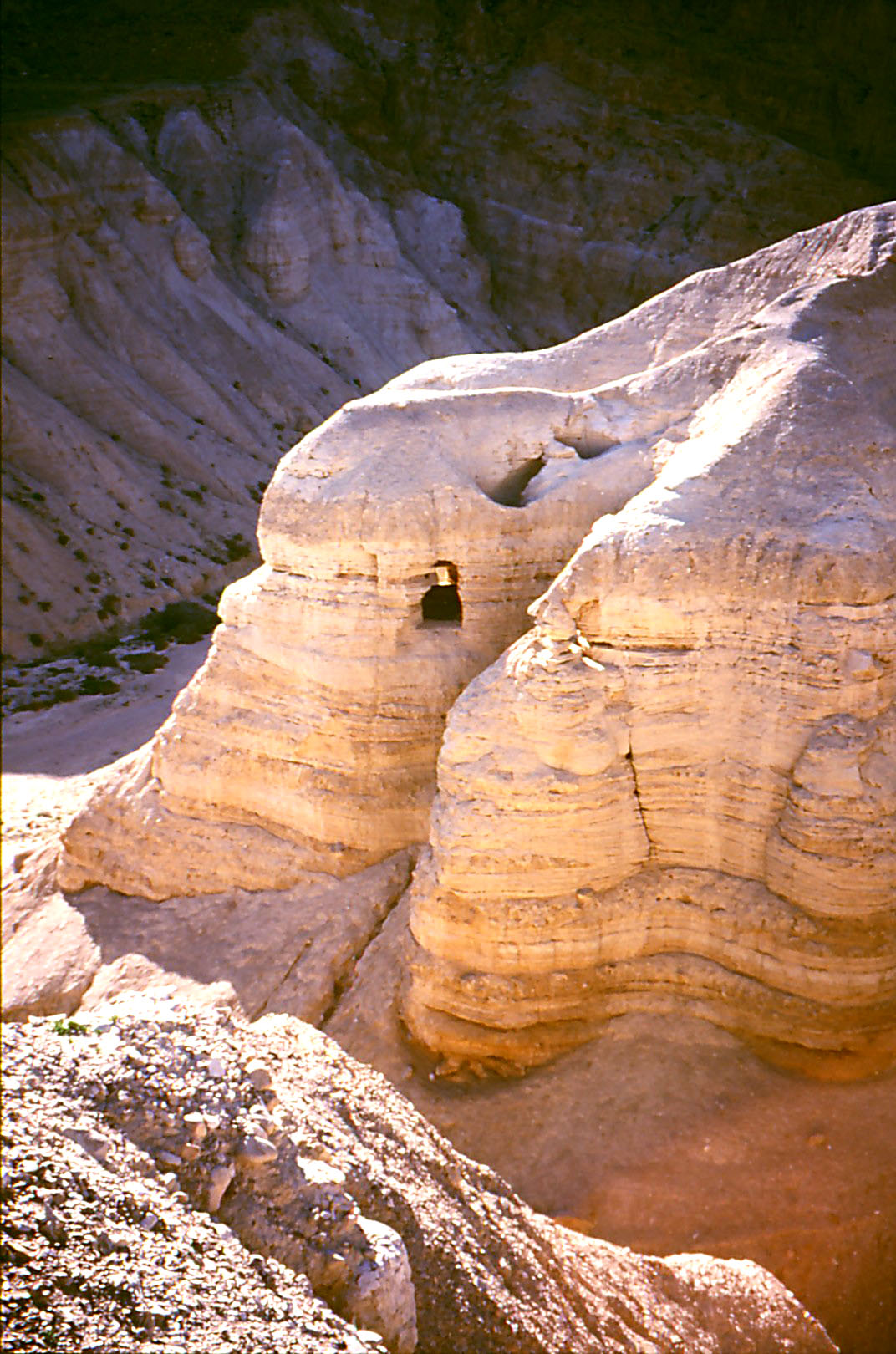
Coves de Qumran.

Qumran (hebreu: קומראן‎; àrab: قمران, Qumrān) és una vall situada al desert de Judea, a les costes occidentals de la mar Morta, a prop de l'assentament jueu del quibuts de Kàlia. Durant el regnat del rei Joan Hircà I, entre el 134 i 104 aC, va estar habitada fins que els romans van fer caure Jerusalem i van destruir l'assentament dels essenis al 68 dC. El lloc és conegut perquè el 1947, a onze coves separades per un quilòmetre, s'hi van trobar els Manuscrits de la mar Morta. Són nou-cents rotlles, que contenen parts de l'Antic Testament, salms, comentaris i algunes escriptures més. Estan escrits en hebreu, arameu i grec. És possible que fugint de la guerra, algunes sectes jueves, probablement essenis, tot i que hi ha moltes teories, guardessin aquests rotlles a les coves del mar Mort.

## Localització

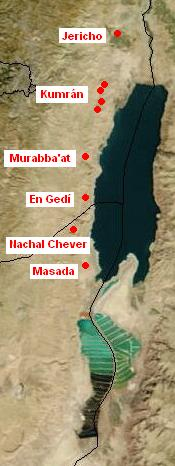
Localització de Qumran a la regió occidental de la Mar Morta.

Les ruïnes són a Cisjordània, a una terrassa, a dos kilòmetres de la mar Morta, i a 13 quilòmetres al sud de Jericó, a prop de l'assentament jueu del quibuts de Kàlia, i a 375 metres sota el nivell del mar Mediterrani. Tota la regió és desèrtica i molt poc poblada.

## Història
La construcció original, del segle viii aC, era una petita fortalesa, amb habitacions a l'interior i una cisterna circular. Va estar abandonada durant uns segles fins que hi va arribar una comunitat el 135 aC, que hi va afegir dues cisternes rectangulars, una xarxa de séquies, i dos forns per treballar la terrissa. Cap al 100 aC la construcció es va ampliar força. S'hi va fer un sistema més complex d'abastiment d'aigua, alimentat per un corrent estacional proper, que a través de canals portava l'aigua a grans cisternes.
S'hi han trobat mil dues-centes tombes, cobertes de pedra, alineades en sentit nord-sur, al contrari del costum jueu. Tot i que la majoria són d'homes, segons l'arqueòleg Ronald de Vaux, també n'hi ha de dones, i algunes de nens, tot i que hi ha controvèrsies. S'hi han trobat una dotzena de tombes jueves semblants a el-Ghuweir, 15 km al sur de Qumran, on hi ha unes ruïnes més petites, del segle i aC.
L'antiga fortalesa va ser abandonada possiblement després d'un terratrèmol el 31 aC, i es va tornar a ocupar a partir del 4 aC, quan es van reconstruir totes les instal·lacions. S'hi han trobat una gran quantitat de peces de ceràmica idèntiques a les de la primera cova, així com una gerra idèntica a la que es feia servir per guardar els manuscrits, i tres llargues taules cobertes de guix, i recipients per la tinta que serveixen per datar el final de l'ocupació de l'espai, i indiquen que al primer pis hi havia un lloc destinat a escriure o copiar manuscrits com els que s'han trobat a les coves.
La construcció va ser destruïda pels romans el 68 dC, que després, durant poc temps, hi van mantenir un lloc militar.

## Interpretacions
Sobre la interpretació de les restes de Qumran hi ha un debat obert. Robert Donceel i Pauline Donceel fan de Qumran un poble rústic, Norman Golb considera que Qumran era una fortalesa, de Crown i de Cansdale hi veuen un centre de duanes a la mar Morta, de Stegemann fa de Qumran una editorial, Patrich el transforma en una fàbrica de perfums, Yzhak Magen i Yuval Peleg el converteixen en una fàbrica de ceràmica, i Yizhar Hirschfeld hi veu una granja especialitzada en la producció de mel de dàtils i bàlsams.